# Zamek Mageregg
Zamek Mageregg (niem. Schloss Mageregg) – zabytkowa rezydencja znajdująca się w austriackim mieście Klagenfurt am Wörthersee.

## Historia
Budowlę wzniósł w 1590 Mager von Fuchsstatt. Po jego śmierci w 1607 budynek został sprzedany z powodu zadłużenia rodu. Kilkukrotnie zmieniał właścicieli, nazwa Mageregg pochodzi prawdopodobnie od nazwiska Georga Mageregga, prepozyta kapituły katedralnej w Gurk, który nabył majątek w 1628 i sprzedał rok później.
W 1840 budynek został zakupiony przez Thomasa Rittera von Mora. W 1845 von Moro zlecił przebudowę gmachu, na podstawie projektu Domenica Venchiaruttiego, w stylu historystycznym.
W 1967 zamek zakupił od rodziny Raggów związek myśliwski. Budowlę gruntownie odrestaurowano oraz przekształcono w siedzibę regionalnego oddziału związku, a na parterze ulokowano restaurację.

## Architektura
Dwukondygnacyjny budynek łączy cechy renesansu i historyzmu. Jest wzniesiony na planie prostokąta, w każdy z narożników wbudowana jest wieża, przy czym te przy południowych narożnikach są okrągłe, a przy północnych – prostokątne. Pierwotnie w południowo-zachodniej wieży mieściła się kaplica, zlikwidowana w I połowie XVII wieku. Nad wejściem głównym znajduje się trójkątny szczyt z zegarem. Hol główny jest sklepiony krzyżowo. Budynek otoczony jest parkiem o powierzchni 10,42 ha.

## Galeria

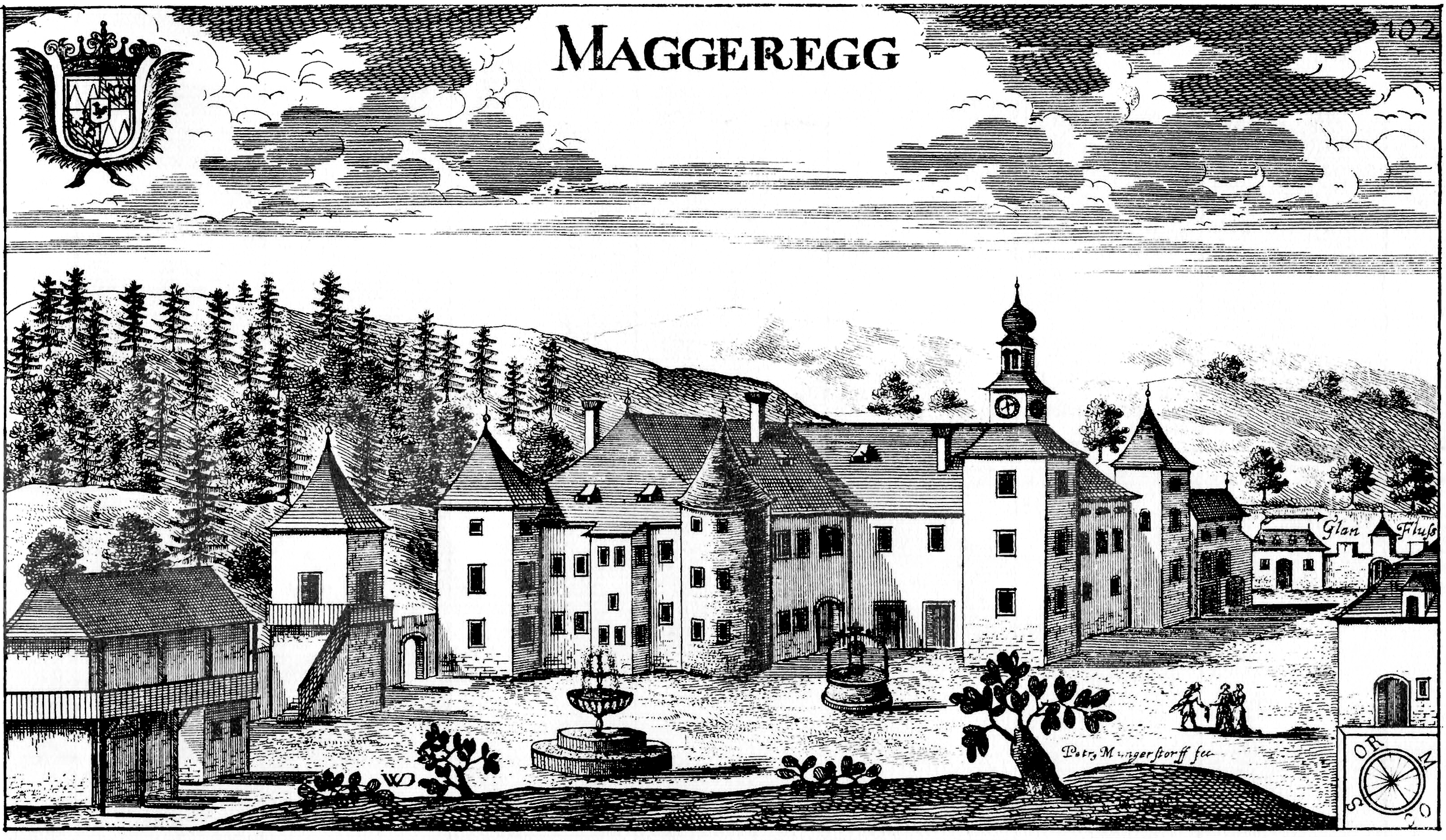
Kompleks w 1680
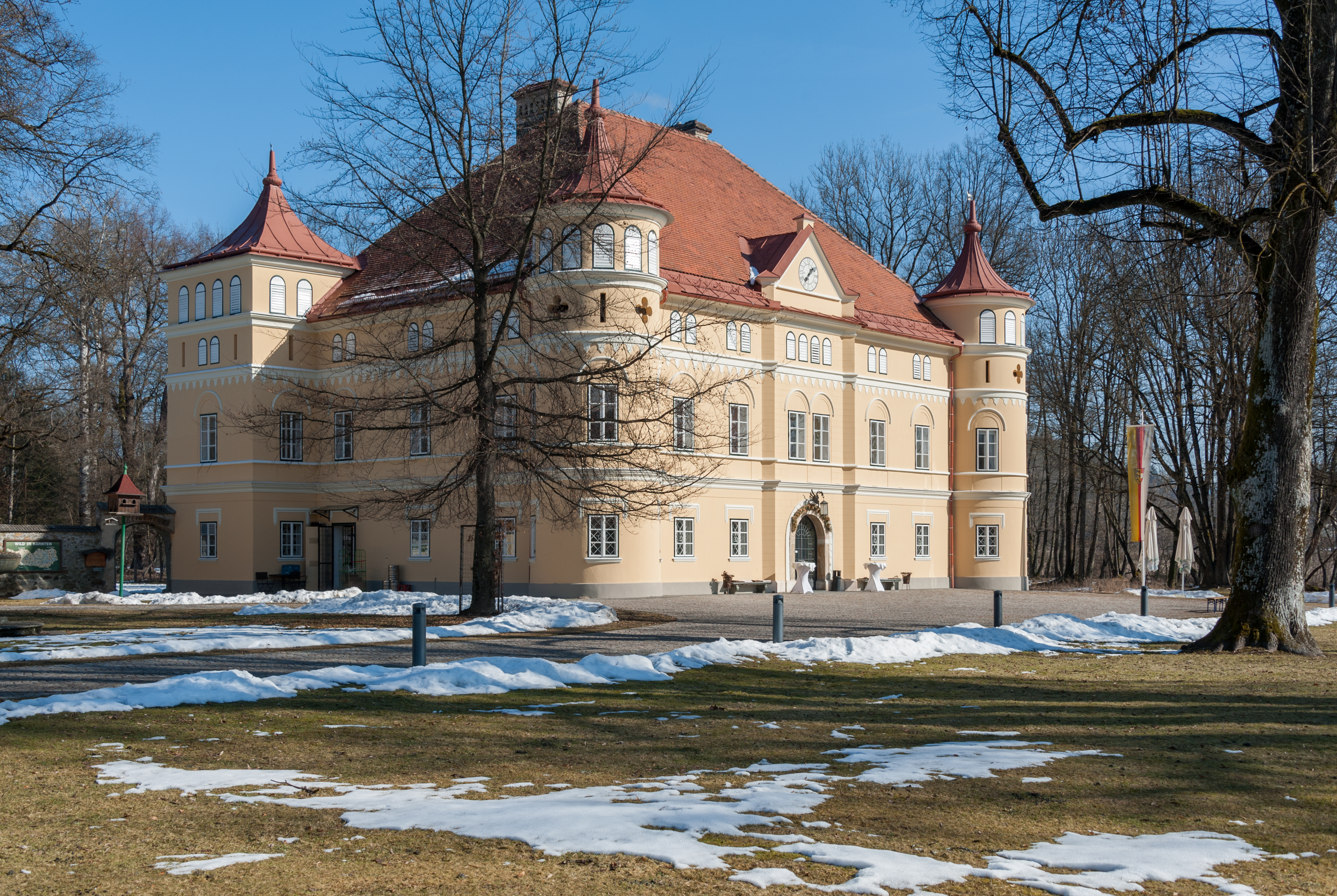
Widok z południowego zachodu
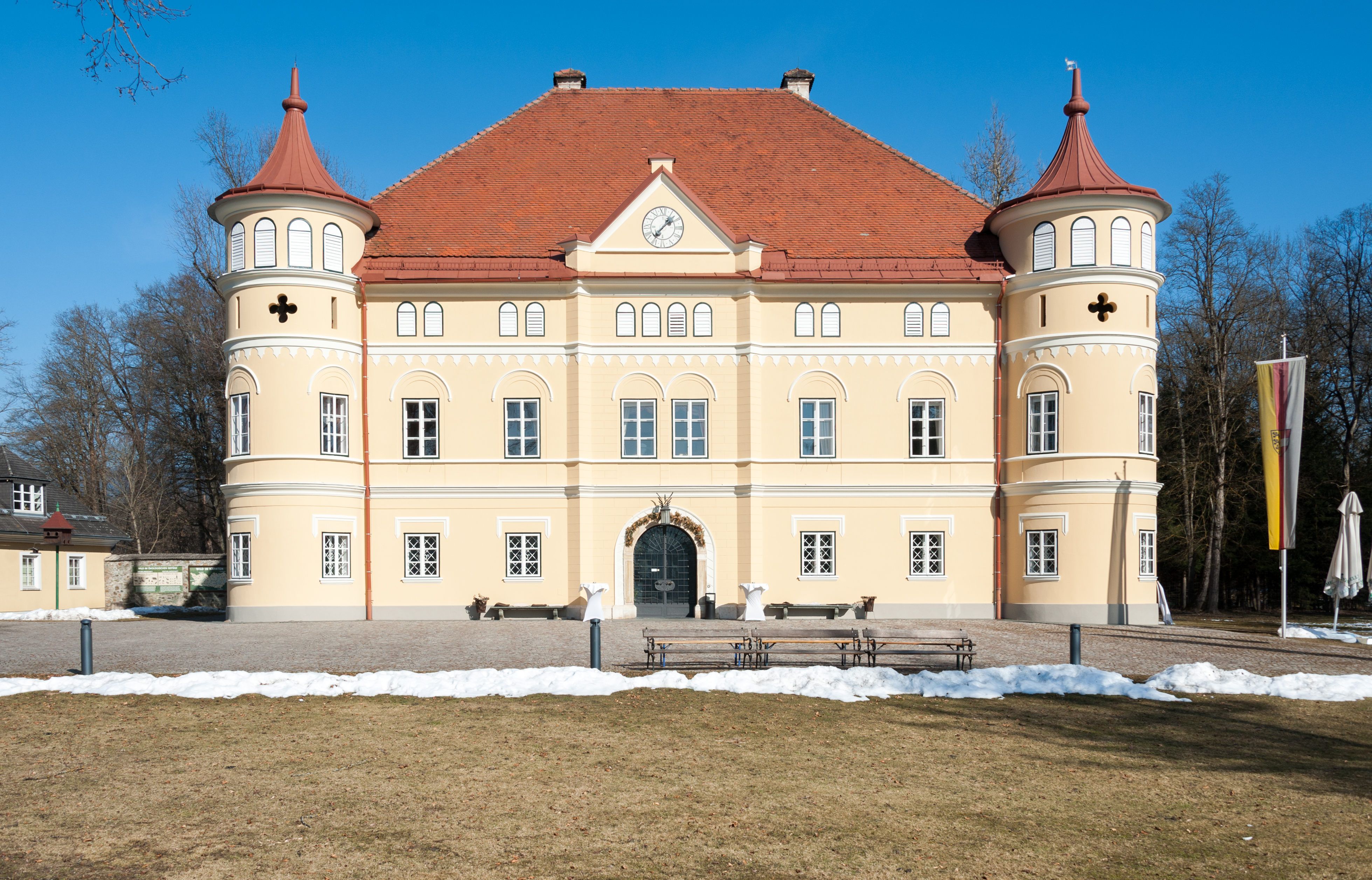
Fasada